# Подбьел
Подбьел — деревня в Жилинском крае, Район Тврдошин в Словакии. В ней находится много красивых деревянных домов, которые объявлены достижением народной архитектуры. В исторических источниках село впервые упоминается в 1564 году. Деревня находится на высоте 555 метров и на площади 19.293км². Население — 1255 человек. Староста — Йозеф Доминак.

## История
В 1564 году впервые упоминается «Подбел» — усадьба в деревне Орава. С 1567 года — «Подбеляны», а с 1593 — «Podbyel». В 1624 году в деревне жило 230 человек. Основным занятием было животноводство. В 1778 году население составляло 435 жителей, включая две дворянские семьи. В XVIII веке была построена мельница. В 1828 году в 143 домах жило 942 человека. В 1831 году во время эпидемии холеры погибло 80 человек. В 1836 году был построен литейный завод, но из-за скудного количества ресурсов и плохого финансирования был закрыт в 1863 (1864[уточнить]) году. В 1833 году была построена школа. В 1885 году в деревне произошёл пожар, который уничтожил 38 домов. Многие жители после этого эмигрировали в соседние города. В 1899 году деревня была связана железнодорожной линией Орава-Тврдошин. С 1933 года здесь останавливается междугородный автобус. В 1940 году деревня была электрифицирована.

## Достопримечательности
В 1977 году в одном из районов села (Бобров) был создан памятник народной архитектуры — деревянное здание с традиционным для центральной Словакии стилем отделки. В деревне две большие улицы и треугольная площадь вокруг храма. Дома расположены вдоль основных дорог в ряд. Между ними мелкие переулки. Боброва Ралы — комплекс домов, построенных на одной прямой (от 18 до дома с двумя жилища, 2 из трех квартир, и одна czteromieszkaniowe). Здания имеют общий двор, расположенный почти в одинаковых расстояниях друг от друга. Деревянные дома характерны для северной части центральной Словакии, но с некоторыми отличиями: типичный дом в этой области состоит из основной части дома и придворка — кухня, вторая часть дома и другие хозяйственные постройки. В одном доме жило две семьи, которые жили в разных частях, а кухня была общей. Местные домах происходят из второй половины XIX-начала XX века. В некоторых потолочных балках сохранились дата постройки и имена строителей.

## Население
| Год:                | 1994 | 2004    | 2014    | 2024    |
| ------------------- | ---- | ------- | ------- | ------- |
| Количество человек: | 1177 | 1258    | 1277    | 1338    |
| Разница:            |      | +6,88 % | +1,51 % | +4,77 % |

## Замки

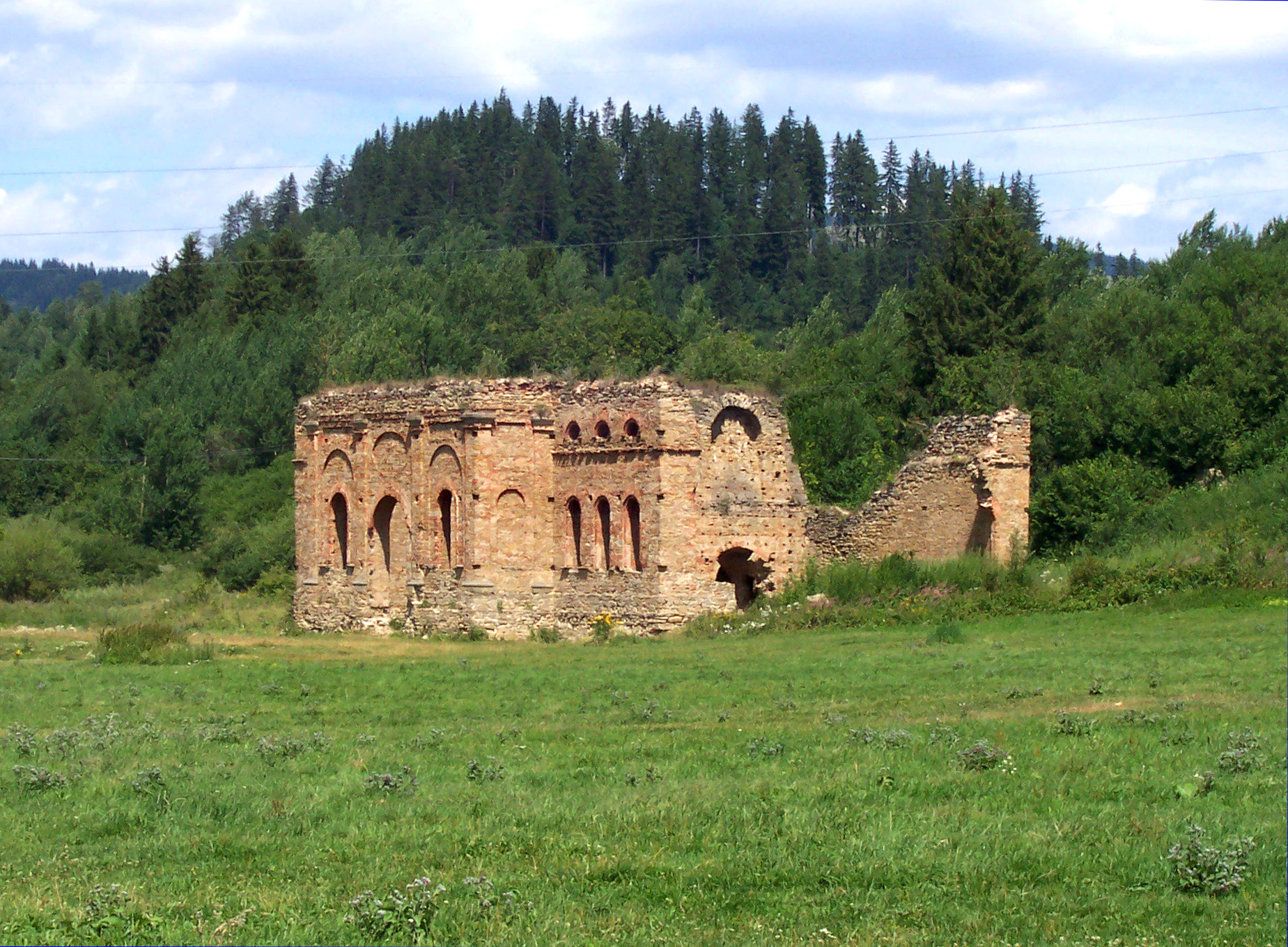

Белый камень находится на высоте 750 метров над уровнем моря. Впервые эта территория была заселена во время Лужицкой культуры — там, вероятно, существовало поселение, которое является самым северным в Словакии. При археологических раскопках найдены захоронения и керамические надгробия. Червеный Камень находится на высоте 690 метров над уровнем моря. Название происходит от большого количества пород красного кальция. В стенах были найдены аммониты.

## Диалект
Местные жители используют слова, которые в других регионах и населённых пунктах редко используются или вообще не используются. Для местных жителей характерно вытягивать звук «а».

## Культура
В деревне проводят народный праздник — Тавба. Имеется свой народный ансамбль.